# 皮埃尔·约万诺维奇
皮埃尔·约万诺维奇（Pierre Yovanovitch，1965年8月17日—）是一位法国室内设计师。约万诺维奇的职业生涯始于1990年。當時他与皮爾·卡登合作设计男装。2001年，他创办了自己的机构“Pierre Yovanovitch Architecture d'Intérieur”，並在法国、比利时、瑞士、英国、以色列和美国建造和設計住宅和商業地產。